# Adicta
Adicta (span. für abhängig) war eine argentinische Band aus La Plata, deren musikalischer Stil sich zwischen Synthpop, Rock und elektronischer Tanzmusik bewegte. Sie selbst verglichen ihren Stil mit dem Britpop.

## Geschichte
Die Band wurde 1999 von Rudie Martinez und Adrián Nievas, genannt Toto, beide ehemalige Musiker anderer Formationen, gegründet. 2000 nahmen sie ihr Debütalbum Shh auf, das zu einem kommerziellen und künstlerischen Erfolg wurde – so bezeichnete es der Musikjournalist Pablo Schteingart in der argentinischen Ausgabe der Zeitschrift Rolling Stone es als das beste Album des Jahres. Auch die 2001 veröffentlichte Single Poco a poco erhielt gute Kritiken.
2003 erschien das Nachfolgealbum Miedo, das unter anderem den bisher größten Hit Tu Mal enthielt. Dieser Song wurde im gleichen Jahr in einer alternativen Version auf einer gleichnamigen EP veröffentlicht. Im selben Jahr änderte sich die Besetzung, die neuen Mitglieder waren Julián Fraus (Gitarre), Mario López (Bass) und Sergio Sotomayor (Schlagzeug).
2005 brachte die Band das Album Día de la Fiebre mit stärker betonten Rock-Elementen heraus, deren Auskopplungen Soy Animal und El Peor Dragón sich ebenfalls zu Club-Hits entwickeln konnten. 2008 folgte das Doppelalbum Cátedras, in dem die Band weiter vom reinen Synthpop-Sound abrückte und akustische Instrumente integrierte.
2012 kam es zum Zerwürfnis des Sängers Adrián Nievas mit Martínez. Nach dem Ausstieg kam es noch zu einigen wenigen Konzerten ohne Nievas, danach trennte sich die Band.
Nievas hatte bereits 2003 ein Soloalbum unter dem Namen Ciudadano Toto veröffentlicht und nahm 2012 die Arbeit an diesem Projekt wieder auf. Kurz nach der Veröffentlichung seines zweiten Albums im Mai 2015 starb Nievas unter ungeklärten Umständen. Rudie Martínez gründete nach seinem Ausstieg das Projekt Maldonado und nahm auch an der Reunion seiner ehemaligen Band Los Brujos teil.

## Stil
In ihrer Musik kombinierten Adicta melancholische Gesangslinien mit Gitarren, Synthesizer-Riffs und einer fast ausschließlich in Moll stehenden Harmonik. Die Beats sind Kombinationen aus traditionellem Schlagzeugspiel und elektronischen Samples aus Techno und Drum and Bass. Ab dem Album Día de la Fiebre (2005) wurden auch Elemente des Rock stärker in die Musik integriert, die das Doppelalbum Cátedras dominieren.
Bei Livekonzerten trat die Band meist in Outfits auf, die Elemente des Kitsches, aber auch der homoerotischen Szene enthalten. Auch daher war sie besonders unter Homosexuellen sehr beliebt.

## Diskografie
- 2000: Shh (Album)
- 2001: Poco a Poco (Single)
- 2003: Miedo (Album)
- 2003: Tu Mal (EP)
- 2005: Día de la Fiebre (Album)
- 2006: Dosis? (EP)
- 2008: Cátedras I (Album)
- 2008: Cátedras II (Album)
- 2009: Adictism (Remix-Album)
- 2010: Una Década (Best-Of-Album)